# Johanna av Portugal (1452–1490)
Johanna av Portugal, född 6 februari 1452 i Lissabon, död 12 maj 1490 i Aveiro, var en portugisisk prinsessa, regent och nunna. Hon är saligförklarad av katolska kyrkan. Hon var regent i Portugal som ställföreträdare för sin frånvarande far under år 1471.

## Biografi
Johanna av Portugal var dotter till Alfons V och Isabella. 
År 1451, då hennes bror avled, blev hon tronarvinge, och hade denna position fram till att hennes yngre bror föddes 1455. Hon var fortsatt den andra i tronföljden efter sin bror, vilket innebar att hon inte kunde gå i kloster, som hon ville, utan var tvungen att stå till politiskt förfogande. Johanna avböjde flera frierier. Hon föreslogs äktenskap med både Karl VIII av Frankrike och Rikard III av England.
År 1471 utnämndes hon av sin far att fungera som regent under hans krigståg till Tanger.
År 1475 föddes hennes brorson, vilket innebar att den portugisiska tronföljden var säkrad utan henne och hon fick större utrymme att följa sina egna önskningar. Hon blev samma år nunna i dominikanklostret i Aveiro, där hon levde i botgöring och bön. Påve Innocentius XII saligförklarade Johanna av Portugal år 1693.